# عدي الدباغ
عدي الدباغ (مواليد 3 ديسمبر 1998) هو لاعب كرة قدم فلسطيني يلعب لصالح نادي الزمالكفي الدوري المصري الممتاز. فاز بكأس بانغاباندو 2018 مع منتخب فلسطين.

## وصلات خارجية
- عدي الدباغ على موقع قاعدة بيانات كرة القدم.إي يو (الإنجليزية)
- عدي الدباغ على موقع ناشيونال فوتبول تيمز (الإنجليزية)
- عدي الدباغ على موقع Soccerbase.com (لاعب) (الإنجليزية)
- عدي الدباغ على موقع Soccerway.com (الإنجليزية)
- عدي الدباغ على موقع عالم كرة القدم.نت (الإنجليزية)
- عدي الدباغ على موقع كووورة

- اللاعب عدي الدباغ على موقع كووورة.